# Saint-Chamond (carro de asalto)
El St. Chamond fue un carro de combate pesado francés, siendo el segundo modelo utilizado por el ejército francés en la Primera Guerra Mundial. Su diseño no era demasiado adecuado y había sido concebido principalmente a causa de una rivalidad comercial. La guerra concluyó antes de que fuera reemplazado por los carros británicos serie Mark.

## Historia y desarrollo

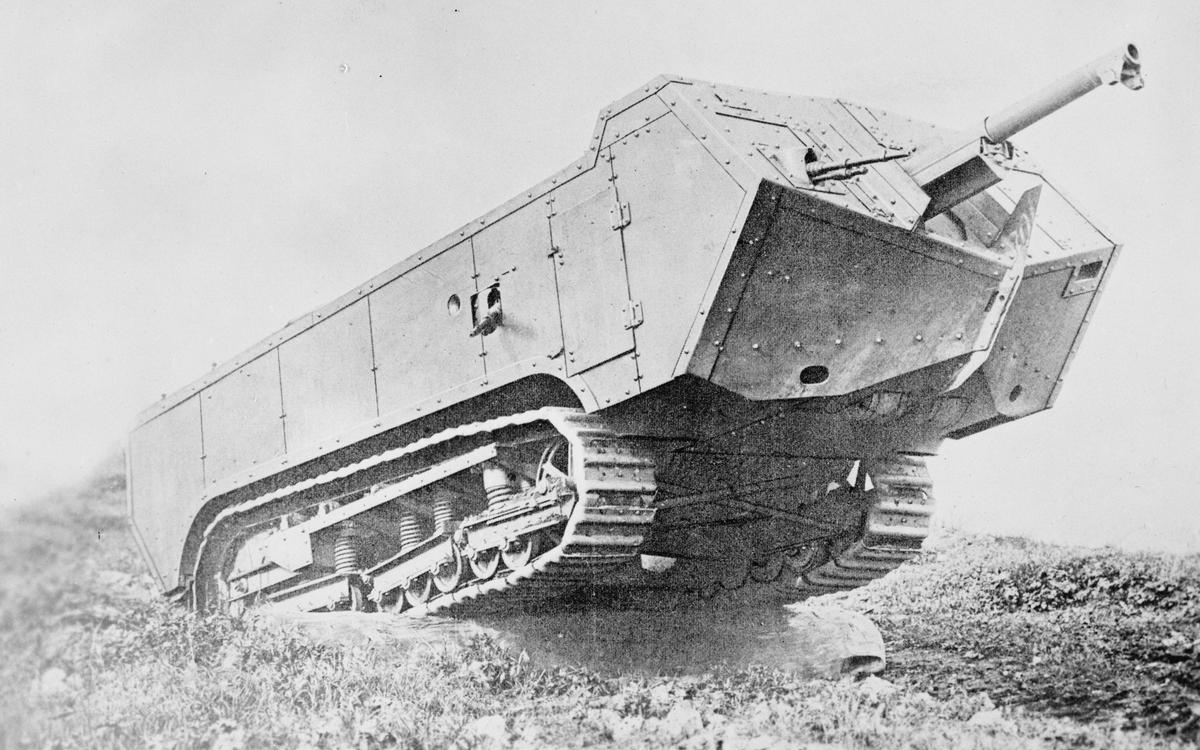
Un Char St Chamond que muestra el morro en voladizo y el cañón M.1897 de 75mm.

Originalmente el tanque producido por Compagnie des Forges et Aciéries de la Marine et d'Homécourt FAMH en Saint Chamond iba a ser idéntico al Schneider CA1. A comienzos de 1916, el prototipo final propuesto fue discutido en un taller del ejército. El diseño utilizaba tractores de orugas en Holt Manufacturing Company norteamericanos que servían en el ejército francés para arrastrar equipos de artillería pesados. Pierre Lescure diseñó el habitáculo de combate. El teniente Fouché extendió la suspensión para mejorar su capacidad de atravesar trincheras. Con estos cambios el prototipo del Schneider fue denominado Tracteur A - no por razones de seguridad, pero porque nadie sabía cómo designar a estos vehículos; la palabra char (carro) todavía no se empleaba para ello. Sin embargo, Eugène Brillié, el diseñador principal que trabajaba para la Compañía Schneider, rechazó este prototipo. Él había inventado una cola de contrapeso que resultaba en un chasis más corto, lo que le otorgaba la misma capacidad de atravesar trincheras con un peso significativamente inferior.
Mientras Brillié empezaba a diseñar un segundo prototipo (basado en trabajos previos realizados para el Schneider CA-1), al competidor principal de Schneider, la firma "Compagnie des Forges et Aciéries de la Marine et d'Homécourt (FAMH), se le contrató la fabricación de 400 tanques. Inicialmente se tenía la intención de fabricar el mismo tanque que Schneider. Sin embargo, Brillié rechazó compartir de forma gratuita su invención patentada y FAMH se negó a pagarle un derecho por usar ese diseño, por lo que esta firma, que ni siquiera había recibido copia de los planos del nuevo prototipo de Schneider, debió basar su diseño en el Tracteur A original. A partir de entonces los diseños de las dos empresas comenzaron a divergir, ya que el Tracteur A era más largo.

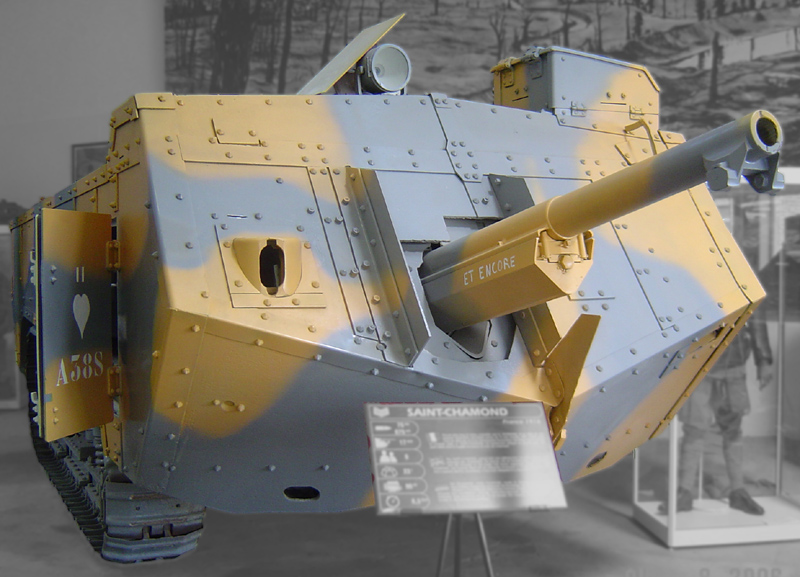
El último Char St. Chamond en exposición en el Musée des Blindés en Saumur.

Uno de los directores técnicos de FAMH era el coronel Émile Rimailho, un oficial de artillería que se había sentido molesto por los pocos beneficios que había obtenido por ayudar a diseñar el famoso Cañón de 75 mm modelo 1897 y el Modelo 1904 155 mm Howitzer. Cuando Emile Rimailho se incorpora a FAMH, diseña un cañón de 75 mm con algunas similitudes con el cañón Modelo 1897 75 mm que había diseñado junto con el capitán Etienne Sainte-Claire Deville. Se lo denominó Saint Chamond L12 Canon à Tir Rapide ('cañón de tiro rápido'), recibiendo un porcentaje del valor de cada cañón vendido. Esta era una oportunidad demasiado buena para dejarla pasar, por lo que Rimailho indujo al Ministerio de Guerra a modificar las especificaciones de su orden de manera que el nuevo carro St Chamond fuera capaz de ser armado con dicho cañón, aunque el ejército nunca hubiera solicitado esta capacidad. Para que esto fuera posible, era necesario contar con un cuerpo más largo que el del tanque Schneider. El primer prototipo, ahora muy distinto del Schneider, estuvo listo para septiembre de 1916. Posteriormente durante 1917, el cañón estándar modelo 1897 de 75 mm. reemplazó finalmente al cañón diseñado por Rimailho.
Cuando el coronel Jean-Baptiste Eugène Estienne, que había tenido la iniciativa de crear un grupo de tanques en el ejército francés, fue informado de la orden solicitando 400 tanques adicionales, estaba muy satisfecho al principio. Sin embargo, cuando supo que los mismos serían de un diseño de tanque muy diferente, quedó atónito y escribió al respecto: "Estoy sumamente sorprendido de que se haya puesto una orden de esta importancia sin consultar la opinión del único oficial que, al día de hoy, ha realizado un estudio detallado de los aspectos técnicos y militares involucrados y que ha inducido al comandante supremo a seguir este camino [constituyendo un grupo de tanques]"
Tras la guerra 54 fueron reacondicionados como transportes de munición y el resto desguazados. Un ejemplar puede verse en el Museo de Blindados de Saumur (Francia). Otro carro Schneider superviviente de la misma época estaba expuesto en el Aberdeen Proving Grounds Ordnance Museum de Maryland (EE.UU.) y fue posteriormente donado a Francia.